# 정태동 (외교관)
정태동(鄭泰東, 1937년 ~ 2020년 )은 대한민국의 정치인, 외교관, 공무원이다. 주미대사관 공사, 태국대사관 대사, 안기부 2차장 등을 역임하였다. 충청북도 제천군 출신.

## 학력
- 연세대학교 정치외교학과 학사 졸업
- 대한민국 국방대학교 행정학사
- 미국 조지타운 대학교 대학원 정치학 석사
- 미국 조지 워싱턴 대학교 대학원 국제정치학과 정치학 박사

## 약력
- 연세대학교 정치외교학과 부교수
- 연세대학교 정치외교학과 교수
- 정치학회 회원
- 미국 오버린 대학 교수
- 조지타운 대학교수
- 하버드대학교 객원교수
- 1975년 5월 15일 국제정치학회 재단 섭외이사
- 중앙정보부장 특별보좌관
- 1979년 7월 주미 한국대사관 공사, 정보담당
- 미국 하버드 대학교 케네디스쿨 객원교수
- 1981년 경남대학교 교수
- 합동참모본부 정보본부 국외전략정보처장
- 1987년 국방정보본부 제3부장
- 1988년 12월 20일 ~ 1989년 7월 안기부 2차장
- 1989년 한국문화연구후원재단 회장
- 1994년 2월 23일 ~ 1997년 2월 주태국대사관 대사
- 21세기한국전략연구원 원장

## 같이 보기
- 안기부
- 안응모
- 김형욱 실종 사건

| 전임 안응모 | 제16대 국가안전기획부 제2차장 1988년 12월 20일 ~ 1989년 7월 22일 | 후임 이상구 |